# 681 Gorgo
681 Gorgo è un asteroide della fascia principale. Scoperto nel 1909, presenta un'orbita caratterizzata da un semiasse maggiore pari a 3,1052072 UA e da un'eccentricità di 0,1032020, inclinata di 12,56587° rispetto all'eclittica.
Il suo nome fa riferimento a Gorgo, regina di Sparta e moglie di Leonida I.